# César Cort Botí
César Cort Botí (Alcoy, 1 de diciembre de 1893 - Alicante, 14 de julio de 1978) fue un arquitecto, ingeniero y perito industrial valenciano.

## Biografía
Era hijo del ingeniero alcoyano José  Cort  Merita y de Francisca Botí Gisbert y hermano mayor del también arquitecto José Cort Botí. Fue la primera persona en ostentar una cátedra de urbanismo en toda España y un referente muy importante dentro del urbanismo organicista. Fue pionero en la profesionalización del urbanismo en España.
Ostentó la cátedra de materiales de construcción y la cátedra de urbanismo en la Escuela de Arquitectura de  Madrid. Fue académico de la Real Academia de Bellas Artes de San Fernando y presidente de la Federación Internacional de Urbanismo. Así mismo también fue concejal monárquico en el Ayuntamiento de Madrid durante la Segunda República Española. 
Sus descendientes donaron en 1980 a la ciudad de Madrid el Parque Quinta de los Molinos, un jardín de tipo mediterráneo que él mismo había diseñado y construido y que recuerda a la vegetación de su Alcoy natal. Tiene dedicada una calle en Madrid, en Valdebebas.

## Obras
Algunas de sus obras más destacadas son:
- Parque Quinta de los Molinos, en Madrid. (1920)
- Iglesia de San Mauro y San Francisco en Alcoy. (1948).

### Obras sobre urbanismo
- La enseñanza del urbanismo (1926)
- Murcia, un ejemplo sencillo de trazado urbano (1932)
- Urbanización de Valladolid: plano general del ensanche y reforma interior de Valladolid (1939)
- "Morfología de las grandes urbes". Discurso pronunciado por César Cort Botí el 20 de junio de 1940 con motivo de su recepción sobre el tema en la Real Academia de Bellas Artes de San Fernando. (1940)
- Campos urbanizados, ciudades rurizadas (1941)
- "El éxodo de la población rural". Comunicación de la Federación de urbanismo y de la vivienda. (1946)
- La urbanización y el arte (1956)